# Hyphessobrycon tenuis
Hyphessobrycon tenuis är en fiskart som beskrevs av Géry, 1964. Hyphessobrycon tenuis ingår i släktet Hyphessobrycon och familjen Characidae. Inga underarter finns listade i Catalogue of Life.